# Versaugues
Versaugues település Franciaországban, Saône-et-Loire megyében. Lakosainak száma 191 fő (2022. január 1.). Versaugues Saint-Yan, Montceaux-l’Étoile, Poisson és Saint-Didier-en-Brionnais községekkel határos.

## Népesség
A település népessége az elmúlt években az alábbi módon változott:
| Lakosok száma | 205  | 197  | 210  | 193  | 193  | 192  | 192  | 191  | 191  |
|               | 2013 | 2015 | 2016 | 2017 | 2018 | 2019 | 2020 | 2021 | 2022 |